# Мортань-сюр-Жиронд
Морта́нь-сюр-Жиро́нд (фр. Mortagne-sur-Gironde) — коммуна во Франции, находится в регионе Пуату — Шаранта. Департамент коммуны — Шаранта Приморская. Входит в состав кантона Коз. Округ коммуны — Сент.
Код INSEE коммуны — 17248.

## Население
Население коммуны на 2010 год составляло 1023 человека.
| 1962 | 1968 | 1975 | 1982 | 1990 | 1999 | 2010 |
| ---- | ---- | ---- | ---- | ---- | ---- | ---- |
| 1310 | 1210 | 1121 | 1039 | 972  | 967  | 1023 |